# Estadio Los Chankas
Das Estadio Los Chankas ist ein Fußballstadion in Andahuaylas, Apurímac in der peruanischen Region Cajamarca. Das Stadion fasst bis zu 10.000 Zuschauer und ist Heimspielstätte der beiden Fußballvereine Club Deportivo Los Chankas aus der Primera División sowie Club José María Arguedas aus der Copa Perú. Es liegt auf einer Höhe von 2626 m über NN.
Das Stadion wurde ab April 2024 für Umbaumaßnahmen vorübergehend geschlossen.